# Mezinárodní styl

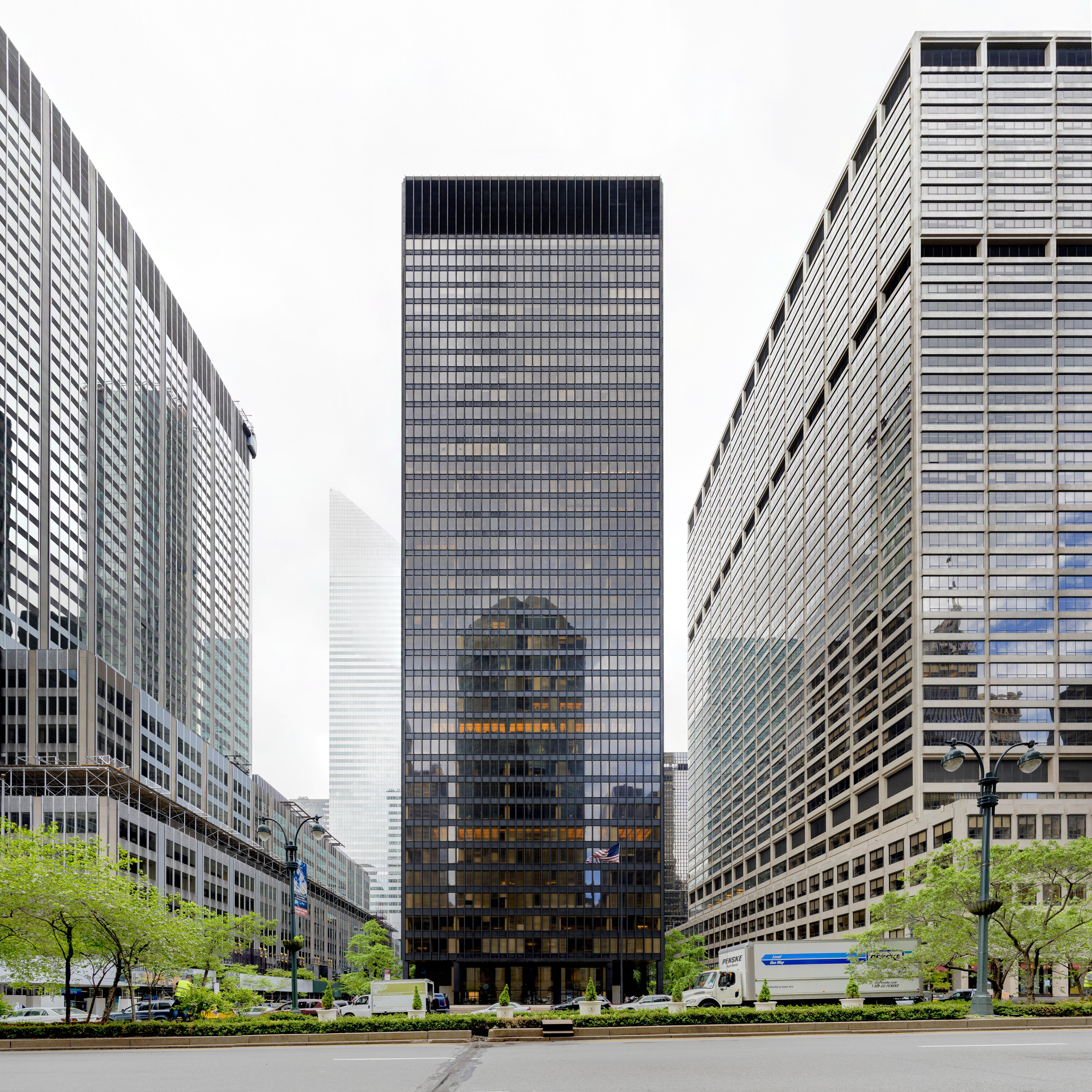
Seagram Building v New Yorku, dílo Ludwiga Miese van der Rohe

Mezinárodní styl nebo Internacionální styl, případně internacionalismus je architektonický styl, který vznikl ve 20. a 30. letech 20. století a úzce souvisel s modernismem a moderní architekturou. Poprvé jej definovali kurátoři Muzea moderního umění Henry-Russell Hitchcock a Philip Johnson v roce 1932 na základě architektonických děl z 20. let 20. století. Termíny racionalistická architektura a moderní hnutí se často používají zaměnitelně s termínem internacionální styl.
Getty Research Institute jej definuje jako „architektonický styl, který vznikl v Holandsku, Francii a Německu po první světové válce, rozšířil se po celém světě a stal se dominantním architektonickým stylem až do 70. let 20. století. Styl se vyznačuje důrazem na objem před hmotou, používáním lehkých, sériově vyráběných, průmyslových materiálů, odmítáním veškerých ornamentů a barev, opakujícími se modulárními formami a používáním rovných ploch, které se obvykle střídají se skleněnými plochami“.

## Kritika
Frank Lloyd Wright v roce 1930 napsal: „Lidské domy by neměly být jako krabice, které žhnou na slunci, ani bychom neměli pobuřovat stroj tím, že se snažíme vytvořit obydlí příliš doplňující stroje“.
Elizabeth Gordon ve své eseji The Threat to the Next America z roku 1953 kritizovala tento styl jako nepraktický a uváděla mnoho případů, kdy jsou „skleněné domy“ v létě příliš horké a v zimě příliš studené, prázdné a obecně se v nich nedá žít. Navíc obvinila zastánce tohoto stylu, že berou lidem smysl pro krásu, a tím skrytě prosazují totalitní společnost.
V roce 1966 vydal architekt Robert Venturi knihu Složitost a protiklad v architektuře, která je v podstatě knižní kritikou internacionálního stylu. Historik architektury Vincent Scully považoval Venturiho knihu za „pravděpodobně nejdůležitější spis o tvorbě architektury od dob Le Corbusierovy knihy Za novou architekturu“.
Americký autor bestsellerů Tom Wolfe napsal knihu From Bauhaus to Our House, v níž tento styl vylíčil jako elitářský.
Jednou z údajných silných stránek internacionálního stylu je prý to, že konstrukční řešení byla lhostejná k místu, lokalitě a klimatu – řešení měla být univerzálně použitelná. Styl se neodvolával na místní historii ani národní zvyklosti. To bylo brzy označeno za jednu z hlavních slabin stylu.
V roce 2006 Hugh Pearman, britský kritik architektury deníku The Times, poznamenal, že ti, kdo dnes používají tento styl, jsou prostě „dalším druhem revivalistů“, a upozornil na ironii. Negativní reakce na internacionalistický modernismus souvisí s antipatií veřejnosti k celkovému rozvoji.
V předmluvě ke čtvrtému vydání své knihy Moderní architektura: kritické dějiny (2007) Kenneth Frampton tvrdí, že v dějinách moderní architektury se objevuje „znepokojující eurocentrická zaujatost“. Tento „eurocentrismus“ zahrnoval i USA.

## Architekti
- Alvar Aalto
- Luis Barragán
- Max Bill
- Marcel Breuer
- Roberto Burle Marx
- Gordon Bunshaft
- Otto Eisler
- Bohuslav Fuchs
- Eileen Grayová
- Walter Gropius
- Raymond Hood
- Arne Jacobsen
- Marcel Janco
- Philip Johnson
- Louis Kahn
- Dov Karmi
- Richard Kaufmann
- Frederick John Kiesler
- Le Corbusier
- Erich Mendelsohn
- Hannes Meyer
- Ludwig Mies van der Rohe
- Richard Neutra
- Oscar Niemeyer
- I. M. Pei
- Ze'ev Rechter
- Eero Saarinen
- Minoru Yamasaki
- Tojoo Itó